# Brama Królewska w Szczecinie
Brama Królewska (niem. Anklamer Tor, Königstor) – jedna z bram miejskich Szczecina, znajdująca się na pl. Hołdu Pruskiego (u zbiegu ul. Jana Matejki i pl. Żołnierza Polskiego). Powstała latach 1725–1728 z okazji zajęcia miasta przez Prusy według projektu holenderskiego projektanta fortyfikacji Gerharda Corneliusa van Wallrawe (autora m.in. przebudowy twierdzy kłodzkiej i magdeburskiej).

## Historia

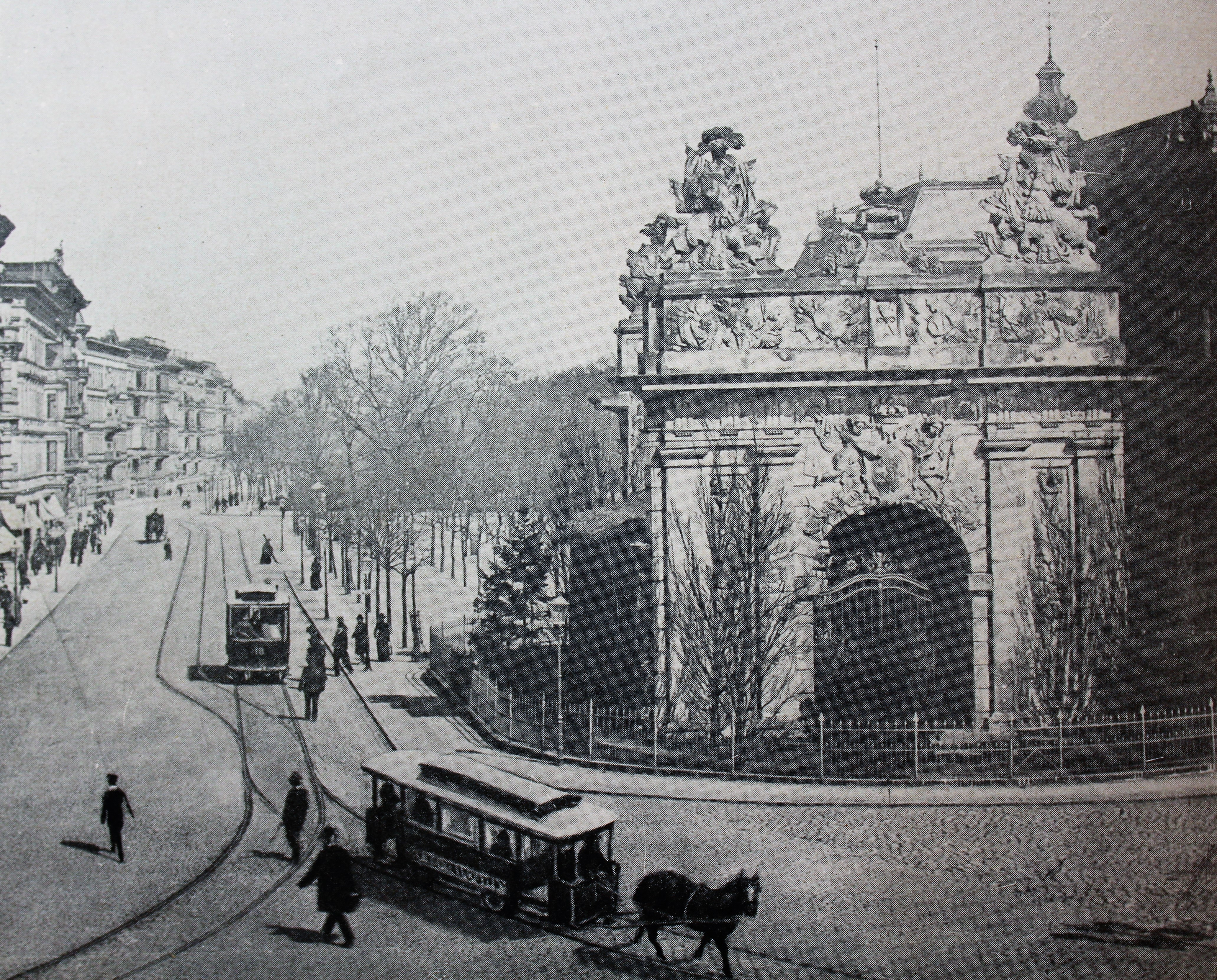
Brama Królewska pod koniec XIX w.

Podobnie jak Brama Portowa powstała na miejscu dawnych murów miejskich. Pierwotnie nosiła nazwę (niem.) Anklamer Tor od miasta Anklam (dawna polska nazwa Nakło nad Pianą). Brama w 1806 roku otrzymała nazwę Bramy Królewskiej (niem. Königstor). Po II wojnie światowej nazywana była Anklamską lub Nakielską lub od nazwy placu na którym się znajduje, nazywano ją również Bramą Hołdu Pruskiego. Ostatecznie jednak przyjęto obecną nazwę będącą tłumaczeniem nazwy niemieckiej. Obiekt wchodził w skład systemu pruskich fortyfikacji Szczecina i łączył w sobie funkcje militarne z dekoracyjnymi.
Na szczególną uwagę zasługują stworzone przez nadwornego rzeźbiarza króla pruskiego Fryderyka Wilhelma I – Bartholome Damarata szczyty przedstawiające m.in. Marsa z mieczem i tarczą i Herkulesa z maczugą i skórą lwa oraz umieszczone nad przejazdem panoplium z tarczą z pruskim orłem, otoczoną łańcuchem Orderu Czarnego Orła i zwieńczoną królewską koroną. Brama przyozdobiona jest rzeźbionymi elementami oręża, zbrojami, tarczami i sztandarami – to nawiązanie do rzymskiej tradycji pochodów triumfalnych i wieszania zdobycznej broni na bramach miast. 
W czasie II wojny światowej w obawie przed zniszczeniem zdemontowano zdobienia ze szczytów bramy i ukryto w Arkońskim Parku Leśnym, a samą bramę obsadzono bluszczem i tak przetrwała wojnę. Zdobione szczyty i ozdoby odnaleziono w roku 1957 i z powrotem zamontowano na bramę. 
W 1994 roku przeprowadzono renowację Bramy. Niegdyś mieściła się tutaj galeria sztuki, a od 2000 – „Brama Jazz Cafe”. 8 listopada 2017 w Bramie Królewskiej otwarto pijalnię czekolady Wedel.
Brama Królewska (Nakielska) znajduje się w rejestrze zabytków (nr. rej. A-791 z 11.06.1954).

## Galeria

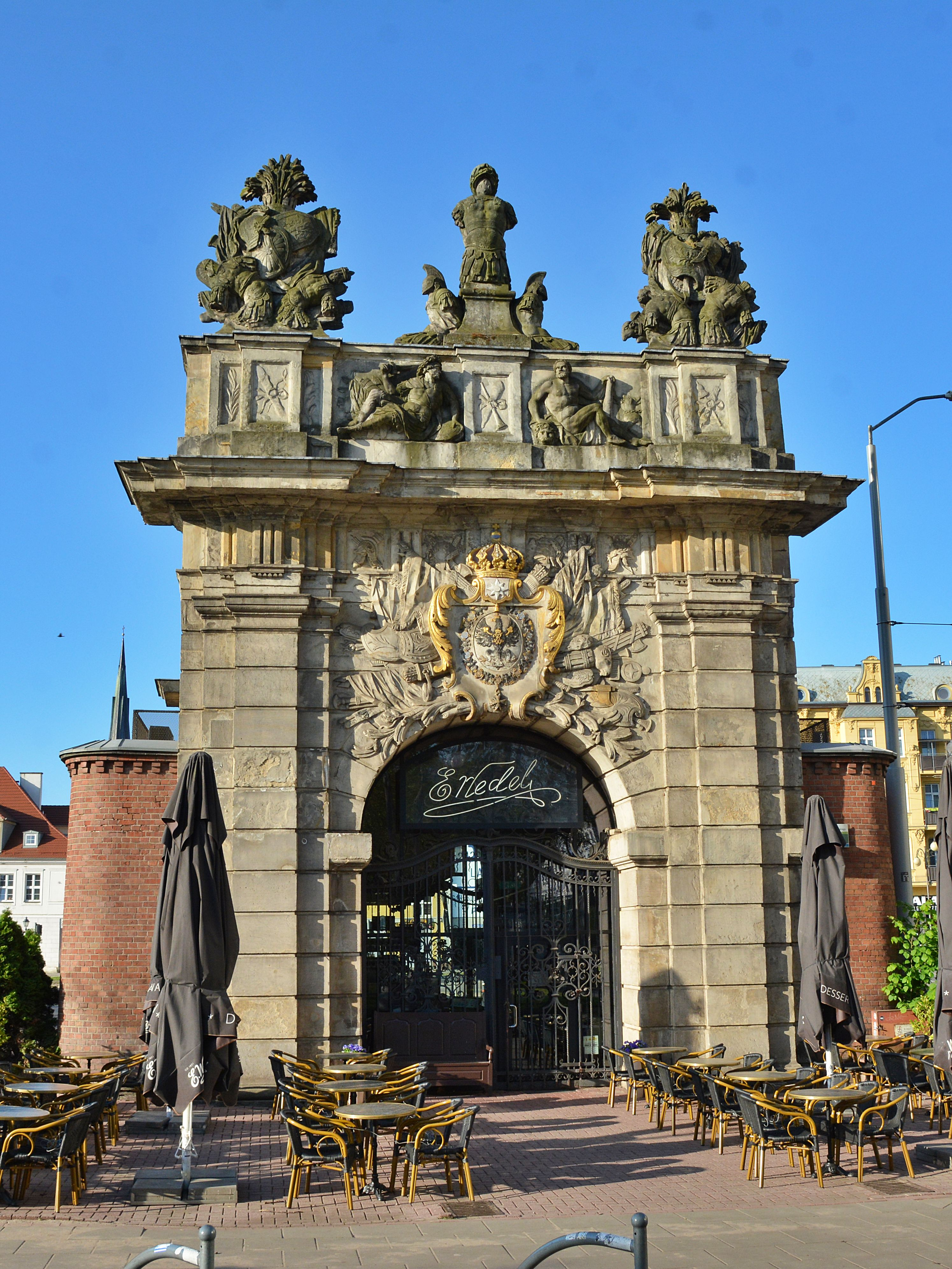
Fasada północna
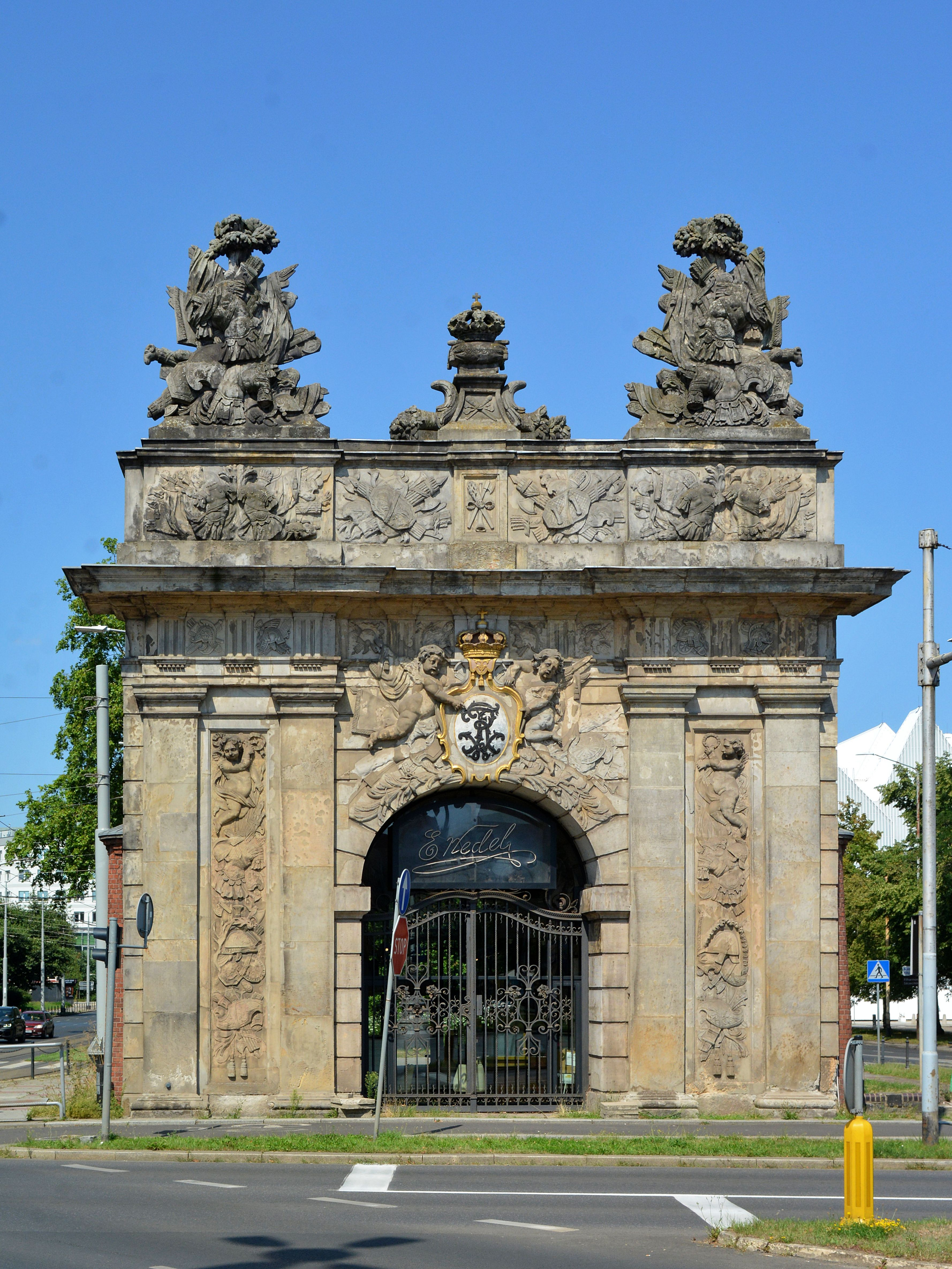
Fasada południowa
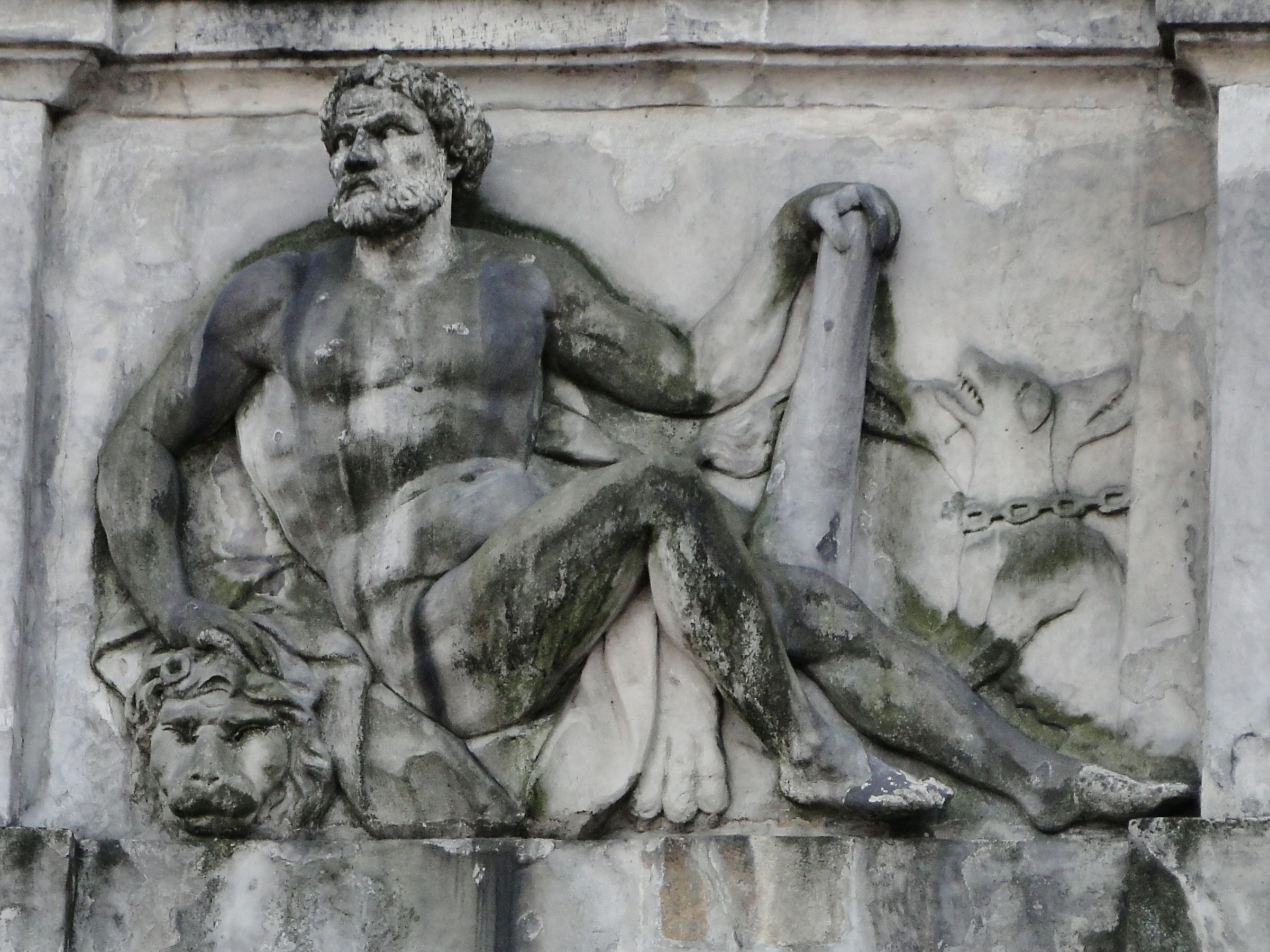
Herkules z maczugą i skórą lwa
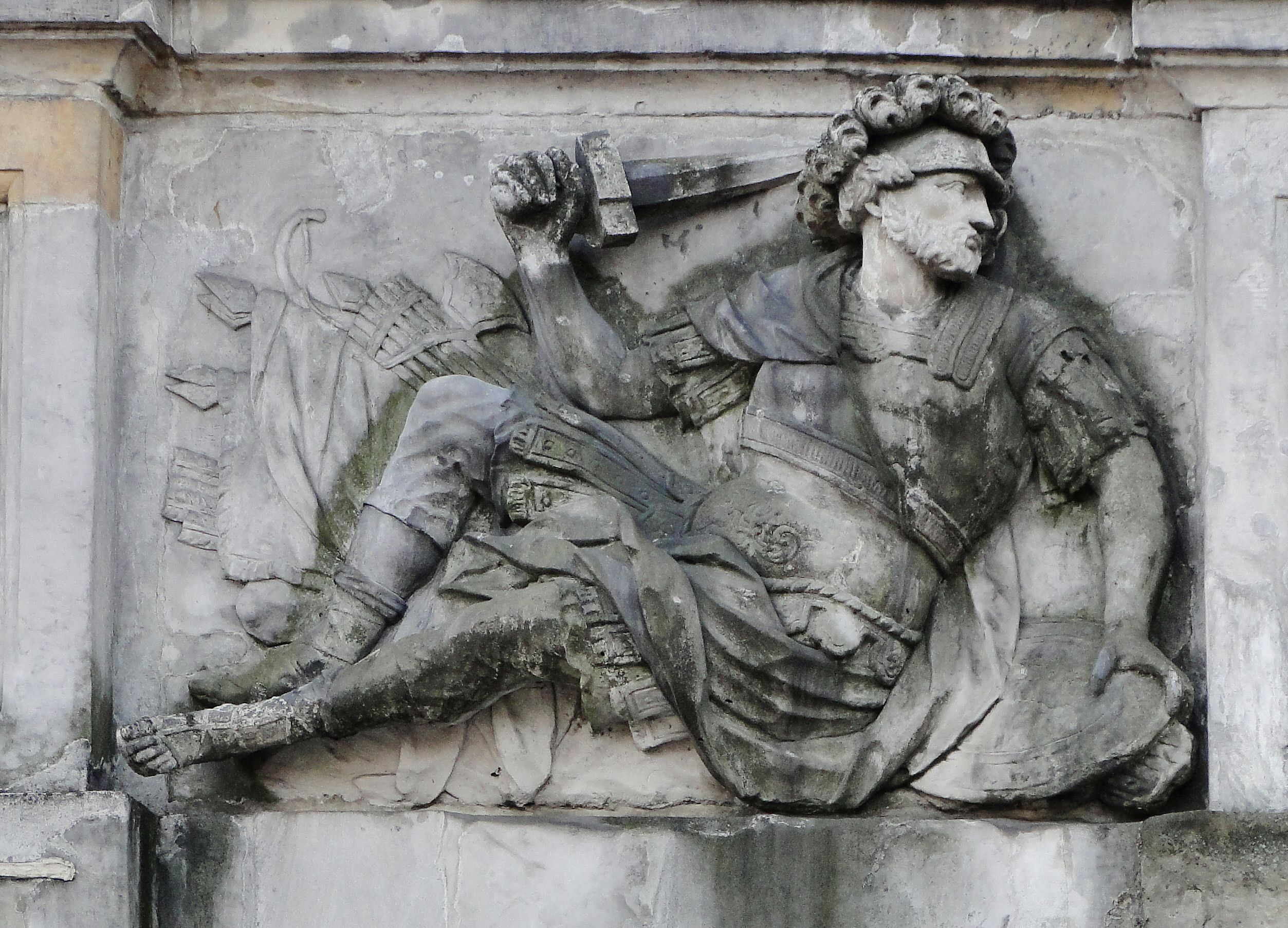
Mars z mieczem i tarczą
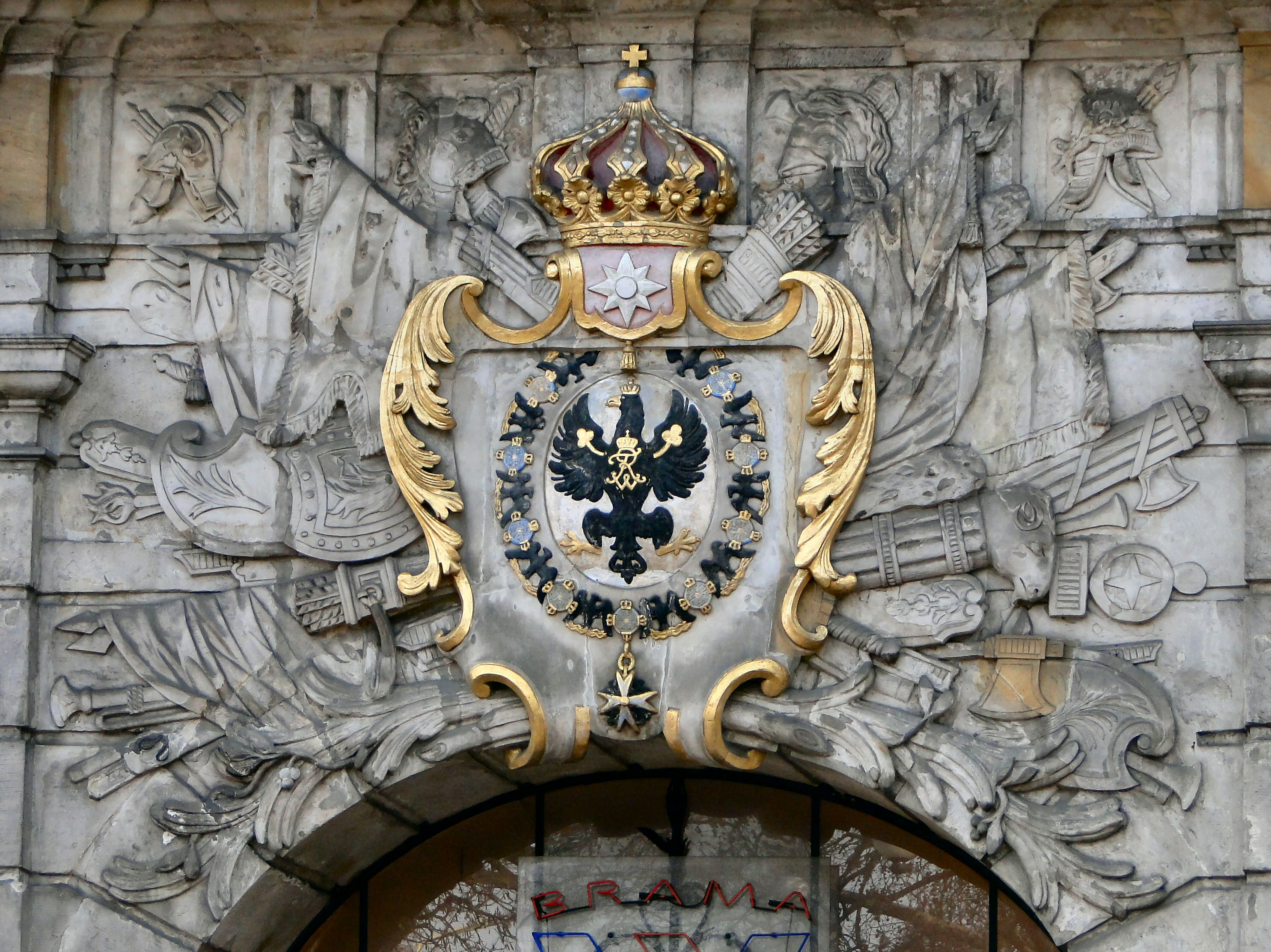
Kartusz z orłem pruskim i orderem
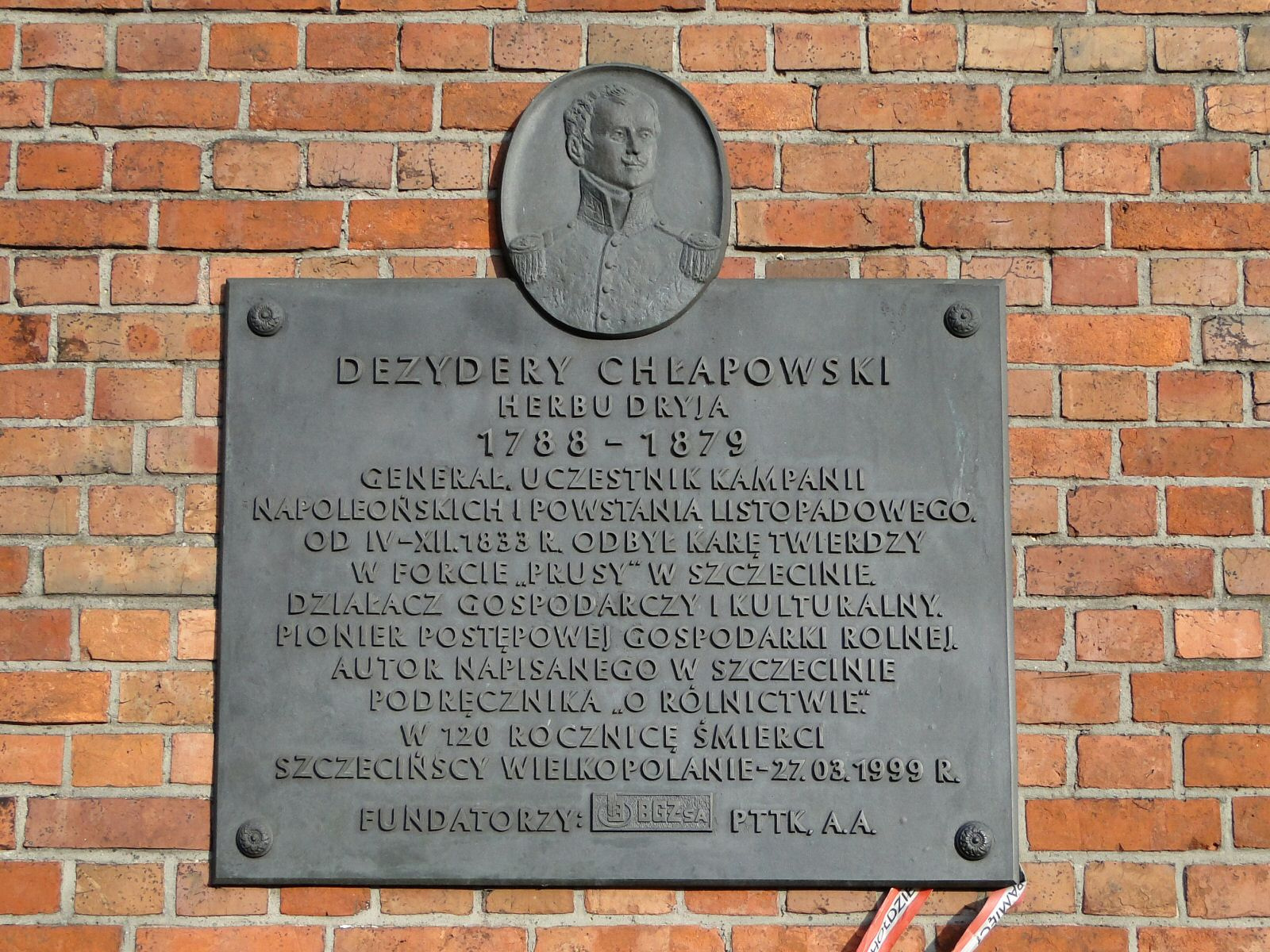
Tablica poświęcona D. Chłapowskiemu